# Javello
Javello o Iavello (Oromo: Yaabeelloo) è una città dell'Etiopia meridionale, situata nell'Oromia.
Il centro abitato viene chiamato anche Obda, prendendo il nome di una montagna nelle vicinanze.
Situata a nord-ovest di Moyale, nella zona di Borena, la città si trova ad un'altitudine di 1.857 metri sul livello del mare e costituisce il centro amministrativo della zona di Borena dal settembre 2002.
La città è servita da due distributori di benzina, un servizio telefonico, un ufficio postale e una banca, nonché una scuola elementare e una secondaria.

## Storia
Durante la guerra d'Etiopia la divisione italiana Laghi entrò nel villaggio di Javello l'11 luglio 1936, ma venne poi ufficialmente occupato il 6 agosto 1936 dalle truppe sotto il comando di Giorgio Pollera. Presso Javello gli italiani realizzano un'aviosuperficie che funge da base per la 65ª Squadriglia Bombardamento Terrestre con 6 aerei Caproni Ca.133.
In seguito, 15 carri armati della guarnigione di Javello tentarono di sfondare le difese degli Alleati intorno a Mega, ma fallirono. Javello fu quindi occupata dagli Alleati due giorni dopo l'assalto corazzato del 22 febbraio 1941. L'aviorimessa che gli italiani avevano costruito a Javello fu smantellata nel 1952 e trasportata a Debre Zeyit per via aerea, dove venne rimontata per ospitare i nuovi aerei canadesi della Fairey Firefly.
La missione luterana norvegese installò una chiesa missionaria a Javello nel 1950, anche se il personale fu poi accusato di aver compiuto pochi progressi nella conversione della gente del posto, in maniera simile ad altri missionari cristiani. 

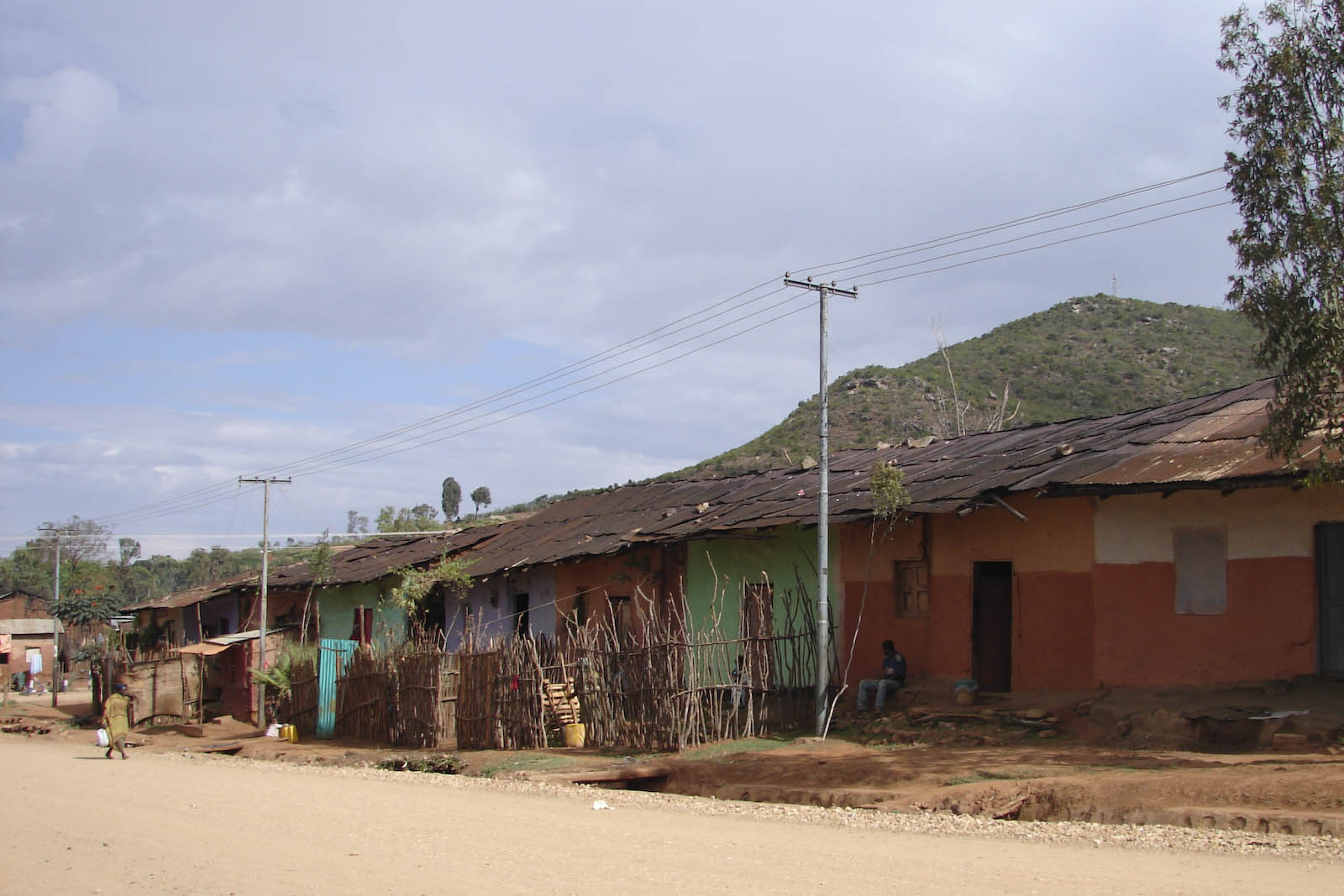
Immagine del villaggio

Nel 1992, Yabelo fu sede di una centro di smistamento per gli aiuti alimentari per combattere una carestia locale. Le condizioni diventarono così gravi che iniziarono lotte tra le etnie dei Borana e dei Gabbra, che vennero uccisi, il loro bestiame rubato e i sopravvissuti spostati dall'associazione umanitaria CARE International.
Nel giugno 2004 si è svolto un incontro dei rappresentanti dei clan Borena, Guji, Gabbra, Arsi e Marian dei woreda di Dire, Liben e Moyale con funzionari governativi, in cui sono state discusse questioni economiche e sociali, con particolare enfasi sulla ricerca di punti di accordo piuttosto che sulla discussione di controversie specifiche.
Nel giugno 2006 sono avvenuti gravi scontri per la rivendicazione delle terre tra i clan rivali Guji e Borena Oromo, causando circa 100 morti nelle città di Javello, Arero e Shakiso.
Nel gennaio 2010 gli attivisti per i diritti umani nell'Oromia meridionale hanno riferito a Human Rights Watch che studenti, contadini e imprenditori erano stati arrestati a Javello, durante le proteste contro le attività delle società minerarie della regione.

## Popolazione
Sulla base dei dati forniti dall'Agenzia centrale di statistica nel 2005, Javello ha una popolazione totale stimata di 18.478 persone, di cui 9.551 uomini e 8.927 donne. Il censimento nazionale del 1994 riportava che questa città aveva una popolazione totale di 10.322 abitanti, di cui 5.180 uomini e 5.142 donne.